# Towarzystwo Wolnej Wszechnicy Polskiej
Towarzystwo Wolnej Wszechnicy Polskiej – polskie stowarzyszenie naukowe istniejące od 1957 kultywujące spuściznę Wolnej Wszechnicy Polskiej.

## Historia i działalność
Towarzystwo powstało w 1957 z inicjatywy wykładowców i wychowanków zlikwidowanej przez władze komunistyczne w 1952 Wolnej Wszechnicy Polskiej. Działa pod patronatem Polskiej Akademii Nauk. Prowadzi działalność dydaktyczną, wydawniczą i popularyzacyjną. Zajmuje się głównie pedagogiką społeczną.
Jest wydawcą czasopism: Biuletyn Informacyjny ZG TWWP, Biblioteka Historyczna, Biblioteka Pedagogiczna.
Posiada oddziały w 14 miastach Polski.